# Venteuil
Venteuil é uma comuna francesa na região administrativa de Grande Leste, no departamento de Marne. Estende-se por uma área de 6,25 km². Em 2010 a comuna tinha 537 habitantes (densidade: 85,9 hab./km²).